# آكلات الحتات

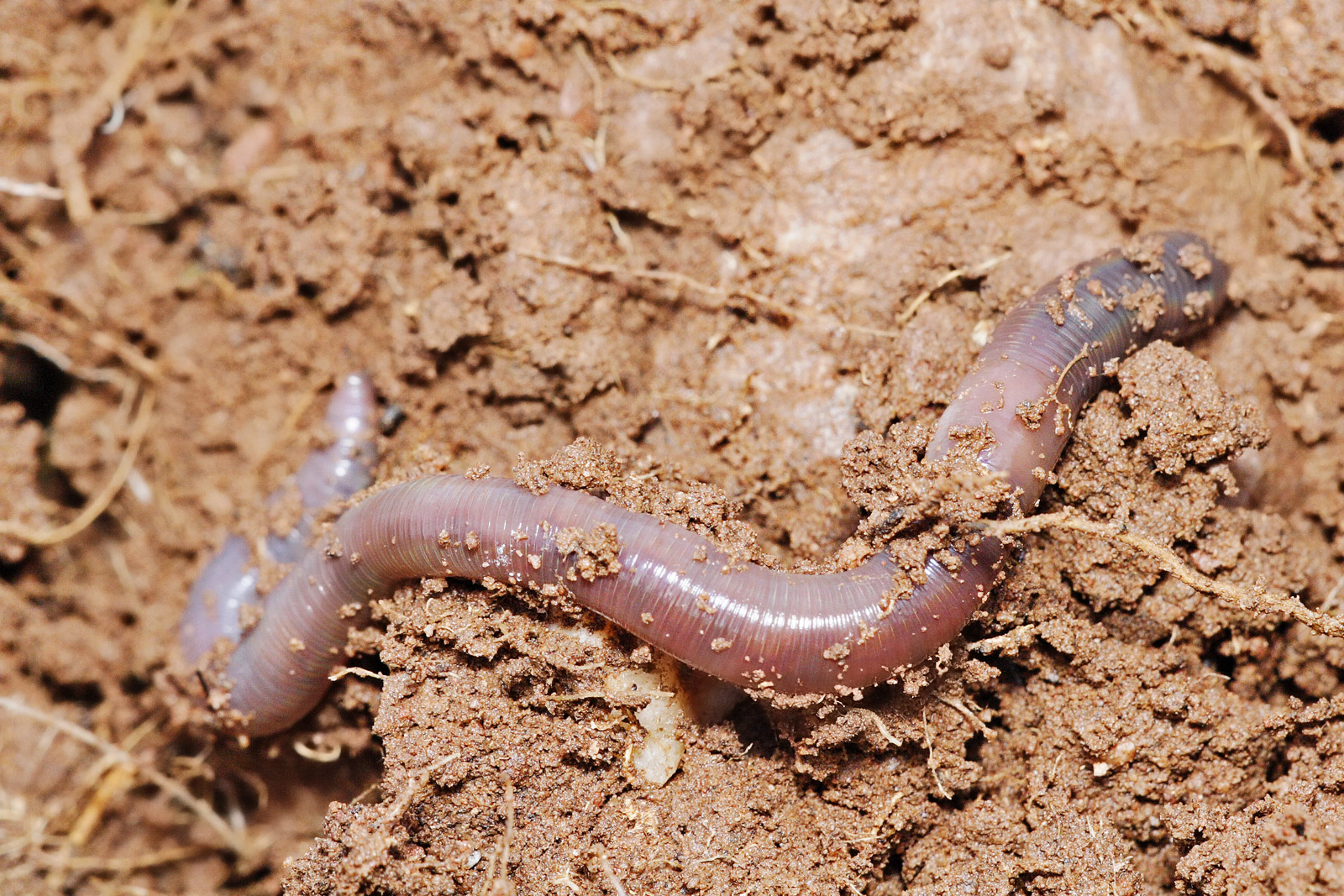
دودة الأرض تُعتبر من آكلات الحتات.

آكلات الحتات أو آكلة الرّفات أو آكل العفن (بالإنجليزية: Detritivore)‏، هي تلك المجموعة من الحيوانات التي تتغذى على بقايا تحلل الحيوانات والنباتات والمواد البرازية والتي تُعرف في علم الأحياء بالحتات. وتعتبر في الغالب كائنات دقيقة وحشرات وفطريات صغيرة.
تُعتبر الحتات جانب هام من العديد من النظم الإيكولوجية. ويمكنهم العيش على أي تربة ذات مكون عضوي، بما في ذلك النظم الإيكولوجية البحرية، حيث يطلق عليهم بالتبادل مع مغذيات القاع. تساعد آكلات الحتات أيضاً في وقف انتشار المرض عن طريق إزالة المواد الميتة من البيئة والكائنات الحية مثل دود الأرض التي تعيش في التربة تخلط وتهرب التربة مع تحركاتها.
وتشمل آكلات الحتات مجموعة من قافزات الذيل والرخويات وذباب الروث والبزاق وخيار البحر وقمل الخشب والعديد من ديدان الأرض والكائنات الأخرى.
لا تُعتبر آكلات الجيف من ضمن آكلات الحتات بسبب المعدل الاستهلاكي المُختلف، وتُسمى الحيوانات التي تأكل الأخشاب بآكلات الأخشاب وهي كذلك لا تُعتبر آكلات الحتات.